# Schweizerischer Verband des Personals öffentlicher Dienste
Der Schweizerische Verband des Personals öffentlicher Dienste (VPOD, französisch Syndicat des services publics (SSP)) ist eine schweizerische Gewerkschaft. Sie ist dem  Schweizerischen Gewerkschaftsbund (SGB) angeschlossen und organisiert die Angestellten im Service public mit Ausnahme von SBB, Post und Telekommunikation. Das Zentralsekretariat ist in Zürich. Die Gewerkschaft VPOD ist demokratisch aufgebaut und wird vom Präsidenten Christian Dandrès und der Generalsekretärin Natascha Wey geleitet.

## Struktur
Der VPOD ist als Verein organisiert. Die Mitglieder bestimmen die Politik und die Entscheide der Gewerkschaft auf allen Ebenen; die Angestellten des VPOD haben kein Stimmrecht. Das oberste Organ des VPOD ist der alle vier Jahre stattfindende Kongress. Der Kongress wählt den Landesvorstand, die Geschäfts- und Rechnungsprüfungskommission, das Verbandsschiedsgericht, die Generalsekretärin bzw. den Generalsekretär sowie die Zentralsekretärinnen und Zentralsekretäre.
Der VPOD organisiert die folgenden Branchen: Berufsfeuerwehr, Bildung/Erziehung/Wissenschaft, Bundespersonal, Energie, Gesundheit, Justizvollzug, Luftverkehr (Bodenpersonal), Nahverkehr, NGO, öffentliche Verwaltung auf allen Staatsebenen, öffentliche Werke (Bau- und Forstwirtschaft), Sozialbereich, Wartung/Reinigung.
Der VPOD verfügt über zwei Zentralsekretariate, eines in Zürich und eines in Lausanne und ist mit Regionalsekretariaten in allen Kantonen in der ganzen Schweiz vertreten. Der VPOD ist Mitglied der Internationalen Transportarbeiter-Föderation (ITF), der Internationalen der Öffentlichen Dienste (IÖD), der Bildungsinternationalen (BI) und des Internationalen Gewerkschaftsbundes (IGB). Er ist Mitglied des Hilfswerks Solidar Suisse. 
Der VPOD gibt Mitgliederzeitungen in Deutsch («VPOD-Magazin»), Französisch («Les services publics») und Italienisch («I diritti del lavoro») heraus.

## Geschichte
Die Vorläuferorganisationen des VPOD reichen bis in die 1890er Jahre zurück, als in verschiedenen Schweizer Städten Gemeinde- und Staatsarbeiter Verbände gründeten. 1896 entstanden die ersten Strassenbahnerverbände in Bern und in Zürich. Als Gründungsdatum des vpod gilt der 19. November 1905, an dem in Zürich der Verband der Gemeinde- und Staatsarbeiter der Schweiz gegründet wurde. Erster Präsident war Herman Greulich.
1908 wurde ein Zentralsekretariat eröffnet; gleichzeitig erschien – unter dem Titel „Plus haut – Aufwärts – In alto“ die erste Verbandszeitung. 1920 erfolgte der Zusammenschluss mit dem Schweizerischen Strassenbahnerverband, 1924 die Namensänderung in Schweizerischer Verband des Personals öffentlicher Dienste VPOD. 1926 führte der Verband eine Arbeitslosenversicherung als Selbsthilfeorganisation ein. Während des Zweiten Weltkriegs engagierte sich der VPOD unter seinem damaligen Sekretär Hans Oprecht stark für die Flüchtlinge. Nach dem Krieg wuchs der VPOD unter seinem geschäftsleitenden Sekretär Max Arnold weiter. 
Eine Zeitenwende kündigte sich in den 1970er Jahren mit der ersten Präsidentin Ria Schärer und mit Walter Renschler an, der ab 1974 zwanzig Jahre lang als geschäftsleitender Sekretär den Verband führte. 1975 stieg die Mitgliederzahl auf über 40'000; immer stärker kamen nun Frauen, Beschäftigte der stark wachsenden Gesundheits- und Sozialberufe, in den Verband. Ihr Kampf für gleichen Lohn für gleiche Arbeit gipfelte 1991 im ersten Frauenstreik, der massgeblich auf die Initiative des VPOD zurückging. Auch an den weiteren Frauen- bzw. feministischen Streiks von 2019 und 2023 war der VPOD namhaft beteiligt. Die Positionierung in der Energie- und Verteidigungspolitik führte zu Mitglieder- und Bedeutungsverlust in der Energiebranche und bei der Militärverwaltung. Mit dem erfolgreichen Referendum gegen das Elektriztiätsmarktgesetz 2002 setzte der VPOD ein Zeichen gegen die Liberalisierung des Service public. Zahlreiche Auslagerungen etwa von Krankenhäusern vermochte er nicht zu verhindern.  
1994 erhielt der VPOD mit Doris Schüepp die erste Generalsekretärin; mit der Wahl von Christine Goll zur Präsidentin im Jahr 2003 hatte er bis 2008 erstmals sogar eine weibliche Doppelspitze. 2022 wurde Natascha Wey zur neuen Generalsekretärin gewählt; der VPOD-Kongress 2023 in Locarno wählte als neuen Präsidenten den Genfer Rechtsanwalt und SP-Nationalrat Christian Dandrès.

## Mitgliederzahl
Die Mitgliederzahl nahm jeweils gegen Ende der beiden Weltkriege sowie zu Beginn der Weltwirtschaftskrise markant zu und stagnierte Mitte der 1960er bis Mitte der 1990er Jahre bei ca. 40.000, seither nimmt die Mitgliederzahl ab und liegt noch knapp über 30.000 (Stand 2023). 